# Ярижки
Ярижки (рос. Ярыжки) — присілок Гагарінського району Смоленської області Росії. Входить до складу Гагарінського сільського поселення.
Населення — 22 особи (2007 рік). 